# Ágios Ioánnis (ort i Grekland, Mellersta Makedonien)
Ágios Ioánnis (Agios Ioannis) är en ort i Grekland.   Den ligger i prefekturen Nomós Serrón och regionen Mellersta Makedonien, i den nordöstra delen av landet, 300 km norr om huvudstaden Aten. Ágios Ioánnis ligger 48 meter över havet och antalet invånare är 723.
Terrängen runt Ágios Ioánnis är varierad. Runt Ágios Ioánnis är det ganska glesbefolkat, med 48 invånare per kvadratkilometer. Närmaste större samhälle är Serrai, 3,2 km sydväst om Ágios Ioánnis. Trakten runt Ágios Ioánnis består till största delen av jordbruksmark.